# Chaetostoma
Chaetostoma là chi thực vật có hoa trong họ Mua.

## Hình ảnh

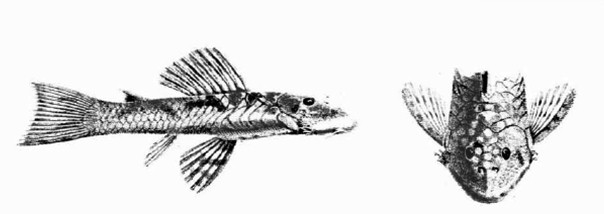
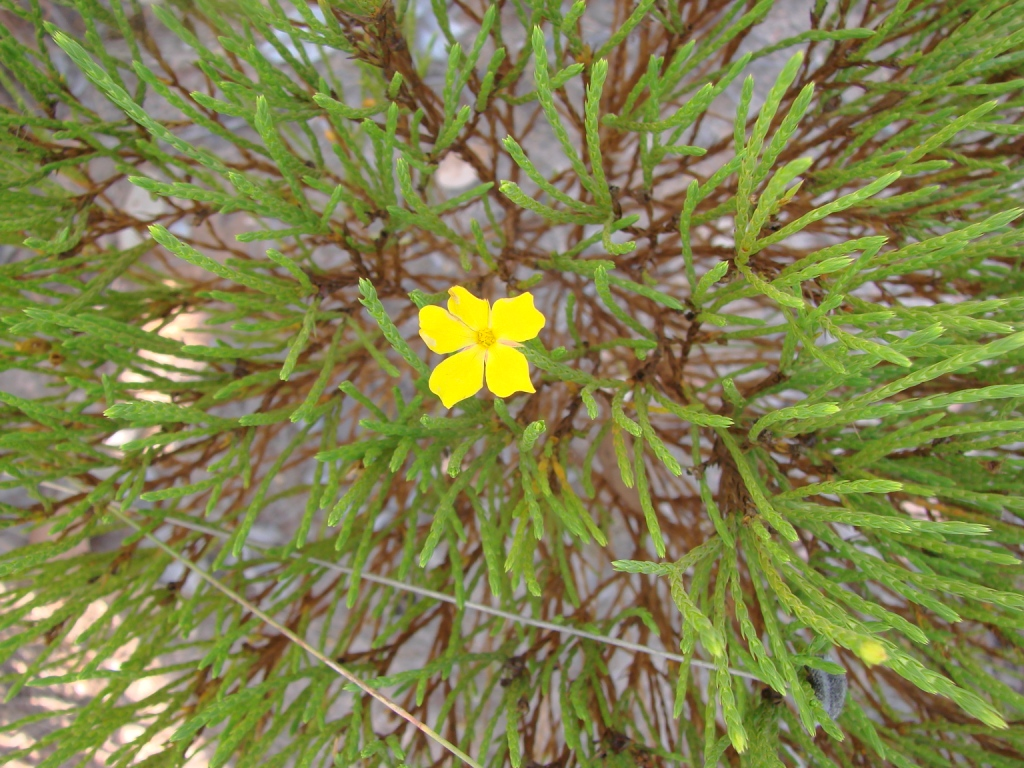
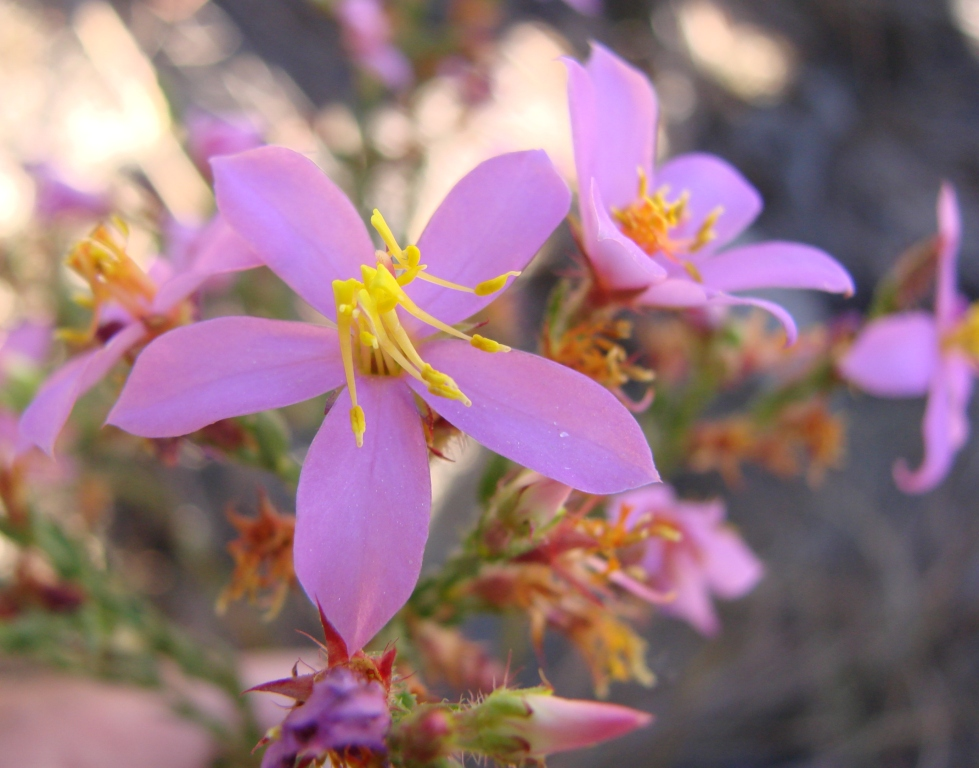
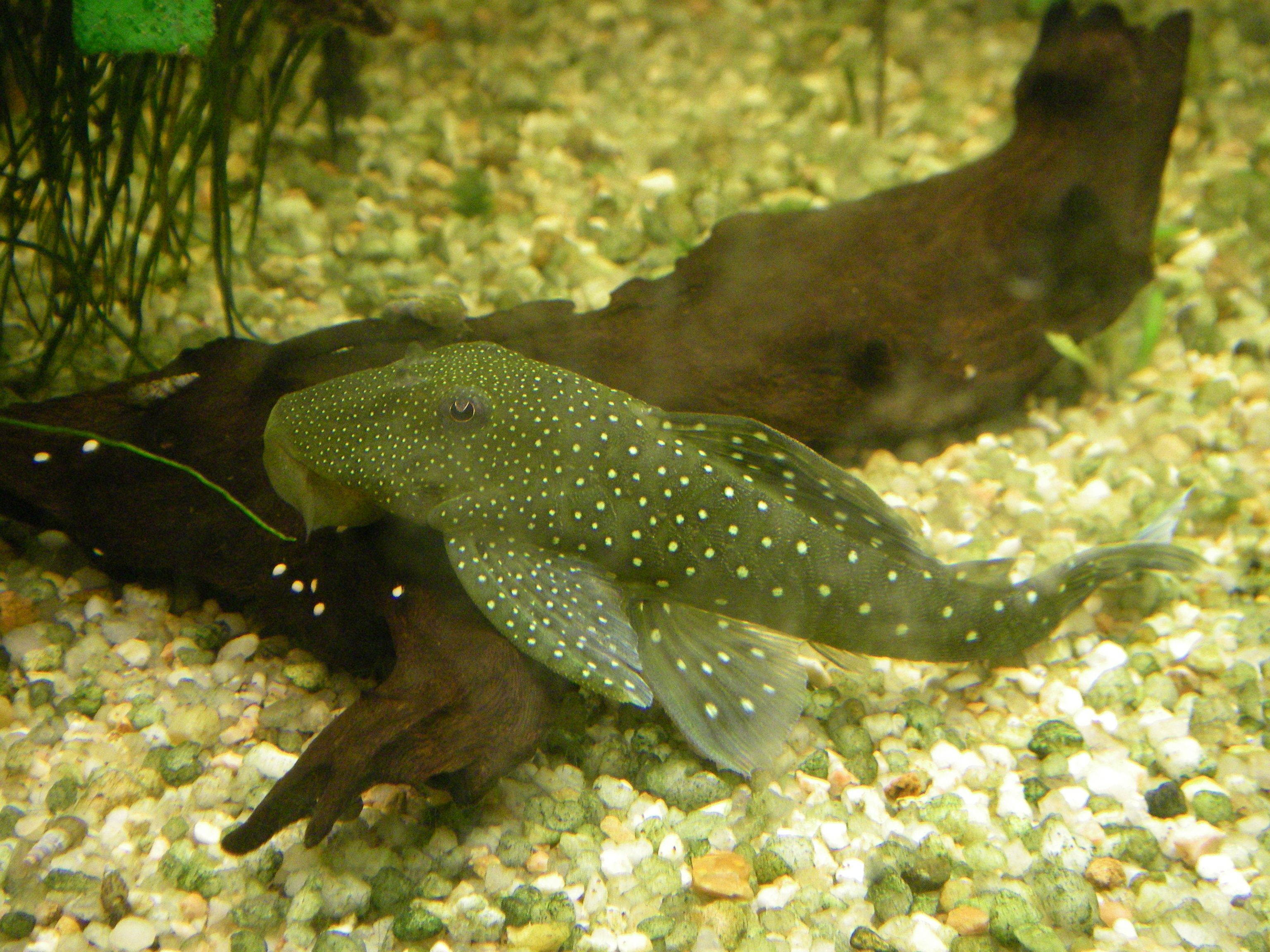